# Casemate Publishers
A Casemate Publishers é uma editora sediada nos subúrbios da Filadélfia, especializada na produção de livros impressos de história militar. A editora publicou mais de 500 títulos sobre o assuntor. Muitos de seus livros são memórias e visões gerais históricas de eventos militares específicos. A editora também distribui livros para outras editoras e comercializam seus produtos para entusiastas, hobbistas, estudantes, instrutores e pesquisadores de história militar, bem como membros das forças armadas e organizações militares.

## História
A Casemate Publishers foi fundada em 2001, quando as operações da Combined Publishing nos EUA foram vendidas para o Perseus Books Group e incorporadas à sua marca Da Capo. A gestão da sua operação de distribuição foi assumida pelo diretor de vendas da Combined Publishing, David Farnsworth, que criou a nova empresa de distribuição Casemate Publishers and Book Distributors LLC. A Casemate começou a distribuir livros na América do Norte para editoras especializadas em história militar. A empresa também começou a publicar seus próprios livros de história militar e, desde 2001, expandiu sua produção editorial para 75 títulos de livros por ano.
Em julho de 2007, a Casemate apoiou a aquisição pela administração da operação de distribuição e equipe de vendas da Greenhill Books/Chatham Publishing da Lionel Leventhal Ltd e criou uma nova empresa, a Casemate UK Ltd. Como resultado, a Casemate UK tornou-se responsável pelas vendas, marketing e distribuição de uma série de editoras de livros de história militar e arte.
Em dezembro de 2011, a empresa-mãe da Casemate UK, a Casemate Publishers Ltd, comprou a editora e livreira líder em arqueologia, Oxbow Books, juntamente com sua operação nos Estados Unidos, The David Brown Book Company, de seu fundador, David Brown, em sua aposentadoria. A Oxbow foi fundada em Oxford, no Reino Unido, em 1983, e ainda está sediada lá. A Oxbow Books atualmente publica 80 livros por ano. Com a aquisição da Oxbow Books, a Casemate também adquiriu o ramo de distribuição norte-americano da Oxbow, a The David Brown Company, fundada em 1991. Em 2013, a David Brown Book Company foi renomeada como Casemate Academic. A Casemate Academic fornece vendas, marketing e distribuição especializados para instituições e editoras líderes do mundo todo no mercado norte-americano.
Em 2015, a Casemate adquiriu a International Publishers Marketing da Books International e fundiu sua marca Athena existente em uma nova divisão, a Casemate IPM. Casemate IPM é o ramo de distribuição comercial geral da Casemate. Em 2019, a Casemate adquiriu o negócio de distribuição da Dufour Editions, sediada nos Estados Unidos, tornando a Casemate IPM a maior distribuidora de livros para editoras escocesas, irlandesas e galesas nos Estados Unidos. A Dufour continua publicando sob seu próprio selo e é distribuída pela Casemate IPM.